# Cantabria Bisons
I Cantabria Bisons sono una squadra di football americano di Santander, fondata nel 2011; hanno vinto la Liga Norte 2016.

## Dettaglio stagioni

### Tornei nazionali

#### Campionato

##### LNFA/Serie B
| Stagione | regular season | regular season | regular season | regular season | regular season | regular season | playoff | playoff | playoff | playoff | playoff | playoff   | playoff    |
|          | Vin            | Par            | Per            | Tot            | PF             | PS             | Vin     | Per     | Tot     | PF      | PS      | risultato | avversaria |
| -------- | -------------- | -------------- | -------------- | -------------- | -------------- | -------------- | ------- | ------- | ------- | ------- | ------- | --------- | ---------- |
| 2013     | 0              | 0              | 8              | 8              | 12             | 200            | -       | -       | -       | -       | -       | -         | -          |
| 2014     | 0              | 0              | 8              | 8              | 27             | 331            | -       | -       | -       | -       | -       | -         | -          |
| 2022     | 2              | 0              | 4              | 6              | 125            | 138            | -       | -       | -       | -       | -       | -         | -          |
| Totale   | 2              | 0              | 20             | 22             | 164            | 669            | -       | -       | -       | -       | -       |           |            |

Fonti: Enciclopedia del Football - A cura di Roberto Mezzetti

##### Serie C
| Stagione | regular season | regular season | regular season | regular season | regular season | regular season | playoff | playoff | playoff | playoff | playoff | playoff    | playoff         |
|          | Vin            | Par            | Per            | Tot            | PF             | PS             | Vin     | Per     | Tot     | PF      | PS      | risultato  | avversaria      |
| -------- | -------------- | -------------- | -------------- | -------------- | -------------- | -------------- | ------- | ------- | ------- | ------- | ------- | ---------- | --------------- |
| 2015     | -              | -              | -              | -              | -              | -              | 1       | 1       | 2       | 37      | 68      | Semifinale | Gijón Mariners  |
| 2017     | -              | -              | -              | -              | -              | -              | 0       | 1       | 1       | 7       | 28      | Wild Card  | Toros de Madrid |
| Totale   | -              | -              | -              | -              | -              | -              | 1       | 2       | 3       | 44      | 96      |            |                 |

Fonti: Enciclopedia del Football - A cura di Roberto Mezzetti

### Tornei locali

#### Liga Norte Senior
| Stagione | regular season | regular season | regular season | regular season | regular season | regular season | playoff | playoff | playoff | playoff | playoff | playoff       | playoff    |
|          | Vin            | Par            | Per            | Tot            | PF             | PS             | Vin     | Per     | Tot     | PF      | PS      | risultato     | avversaria |
| -------- | -------------- | -------------- | -------------- | -------------- | -------------- | -------------- | ------- | ------- | ------- | ------- | ------- | ------------- | ---------- |
| 2015     | 3              | 0              | 3              | 6              | 105            | 113            | -       | -       | -       | -       | -       | Terzo posto   | -          |
| 2016     | 6              | 0              | 0              | 6              | 370            | 19             | -       | -       | -       | -       | -       | Campioni      | -          |
| 2017     | 2              | 0              | 2              | 4              | 69             | 70             | -       | -       | -       | -       | -       | Secondo posto | -          |
| 2018     | 2              | 0              | 4              | 6              | 113            | 79             | -       | -       | -       | -       | -       | Terzo posto   | -          |
| Totale   | 13             | 0              | 9              | 22             | 657            | 281            | -       | -       | -       | -       | -       |               |            |

Fonti: Enciclopedia del Football - A cura di Roberto Mezzetti

#### Liga Norte Femenina
| Stagione | regular season | regular season | regular season | regular season | regular season | regular season | playoff | playoff | playoff | playoff | playoff | playoff       | playoff    |
|          | Vin            | Par            | Per            | Tot            | PF             | PS             | Vin     | Per     | Tot     | PF      | PS      | risultato     | avversaria |
| -------- | -------------- | -------------- | -------------- | -------------- | -------------- | -------------- | ------- | ------- | ------- | ------- | ------- | ------------- | ---------- |
| 2016     | 0              | 0              | 2              | 2              | 24             | 65             | -       | -       | -       | -       | -       | Secondo posto | -          |
| Totale   | 0              | 0              | 2              | 2              | 24             | 65             | -       | -       | -       | -       | -       |               |            |

Fonti: Enciclopedia del Football - A cura di Roberto Mezzetti

#### Liga Norte Senior 7×7
| Stagione | regular season | regular season | regular season | regular season | regular season | regular season | playoff | playoff | playoff | playoff | playoff | playoff   | playoff              |
|          | Vin            | Par            | Per            | Tot            | PF             | PS             | Vin     | Per     | Tot     | PF      | PS      | risultato | avversaria           |
| -------- | -------------- | -------------- | -------------- | -------------- | -------------- | -------------- | ------- | ------- | ------- | ------- | ------- | --------- | -------------------- |
| 2019     | 5              | 0              | 1              | 6              | 238            | 137            | 1       | 1       | 2       | 64      | 31      | Finale    | Coyotes de Santurtzi |
| 2020     | 5              | 0              | 0              | 5              | 210            | 45             | -       | -       | -       | -       | -       | -         | -                    |
| Totale   | 10             | 0              | 1              | 11             | 448            | 182            | 1       | 1       | 2       | 64      | 31      |           |                      |

Fonti: Enciclopedia del Football - A cura di Roberto Mezzetti

### Riepilogo fasi finali disputate
| Anno           | Luogo     | Evento                | Fase del torneo | Incontro                                | Risultato |
| 2015           |           | Serie C               | Semifinale      | Gijón Mariners - Cantabria Bisons       | 61 - 7    |
| 23 aprile 2017 |           | Serie C               | Wild Card       | Toros de Madrid - Cantabria Bisons      | 28 - 7    |
| 27 aprile 2019 | Santurtzi | Liga Norte Senior 7×7 | Finale          | Coyotes de Santurtzi - Cantabria Bisons | 23 - 18   |

## Palmarès
- 1 Liga Norte Senior (2016)